# Paul Hurst
Paul Hurst, talvolta menzionato con il nome anagrafico Paul Causey Hurst (Traver, 15 ottobre 1888 – Hollywood, 27 febbraio 1953), è stato un attore, regista e sceneggiatore statunitense.

## Biografia
Nato in California, crebbe in un ranch, dove imparò a cavalcare. Esordì nel cinema nel 1912, in Jean of the Jail, un corto della Kalem. Fu il primo di una lunga carriera che durerà fino al 1953, l'anno della sua morte. Girò come attore 314 film, molti in parti da caratterista. Negli anni dieci passò alla regia, esordendo nel 1915 in The Escape on the Fast Freight, uno degli episodi del serial Kalem The Hazards of Helen. Dal 1915 al 1927 diresse 51 film, lavorando saltuariamente anche come sceneggiatore.
Il film più famoso al quale partecipò fu Via col vento (1939), dove ottenne il ruolo del disertore che aggredisce Vivien Leigh. In Alba fatale (1943) impersonò Monty Smith, un vigilante ubriacone e sadico, di cui offrì una memorabile interpretazione.
Il suo ultimo film, che uscì nel maggio 1953, qualche mese dopo la sua morte, fu Il sole splende alto di John Ford, in cui interpretò il sergente Jimmy Bagby.
A Hurst venne diagnosticato un cancro terminale alla fine del 1952. Nel febbraio del 1953, l'attore si suicidò. Venne sepolto nel Reedley Cemetery di Reedley, in California.

## Filmografia

### Attore (parziale)
- Jean of the Jail, regia di George Melford – cortometraggio (1912)
- The Stolen Invention, regia di George Melford – cortometraggio (1912)
- The Outlaw, regia di George Melford – cortometraggio (1912)
- The Loneliness of the Hills, regia di Pat Hartigan – cortometraggio (1912)
- When Youth Meets Youth, regia di George Melford – cortometraggio (1912)
- The Redskin Raiders – cortometraggio (1912)
- Days of '49, regia di George Melford – cortometraggio (1912)
- Red Wing and the Paleface, regia di George Melford – cortometraggio (1912)
- The Driver of the Deadwood Coach, regia di George Melford – cortometraggio (1912)
- The Mayor's Crusade, regia di George Melford – cortometraggio (1912)
- A Dangerous Wager, regia di George Melford – cortometraggio (1913)
- The Pride of Angry Bear, regia di George Melford – cortometraggio (1913)
- The Last Blockhouse, regia di George Melford – cortometraggio (1913)
- The Redemption, regia di George Melford – cortometraggio (1913)
- The California Oil Crooks, regia di George Melford – cortometraggio  (1913)
- The Cheyenne Massacre, regia di George Melford – cortometraggio (1913)
- The Poet and the Soldier, regia di George Melford – cortometraggio (1913)
- The Circle of Fate, regia di George Melford – cortometraggio (1913)
- On the Brink of Ruin, regia di George Melford – cortometraggio (1913)
- The Struggle, regia di George Melford – cortometraggio (1913)
- The Fight at Grizzly Gulch, regia di George Melford – cortometraggio (1913)
- Intemperance, regia di George Melford – cortometraggio (1913)
- The Skeleton in the Closet, regia di George Melford – cortometraggio (1913)
- The Invaders, regia di George Melford – cortometraggio (1913)
- Trooper Billy, regia di George Melford – cortometraggio (1913)
- A Daughter of the Underworld, regia di George Melford – cortometraggio (1913)
- The Man Who Vanished, regia di George Melford – cortometraggio (1913)
- The Plot of India's Hillmen, regia di George Melford – cortometraggio (1913)
- The Big Horn Massacre, regia di George Melford – cortometraggio (1913)
- Trapped (1914)
- The District Attorney's Duty
- Captured by Mexicans
- The Death Sign at High Noon
- The Barrier of Ignorance, regia di George Melford – cortometraggio (1914)
- The Quicksands, regia di George Melford – cortometraggio (1914)
- Shannon of the Sixth, regia di George Melford (1914)
- The Chief of Police, regia di George Melford – cortometraggio (1914)
- The Rajah's Vow, regia di George Melford – cortometraggio (1914)
- The Bond Eternal, regia di George Melford – cortometraggio (1914)
- The Primitive Instinct, regia di George H. Melford – cortometraggio (1914)
- The Invisible Power, regia di George Melford (1914)
- The Prison Stain, regia di George Melford – cortometraggio (1914)
- The Hazards of Helen
- The Plot at the Railroad Cut
- The Smugglers of Lone Isle, regia di George Melford – cortometraggio (1914)
- The Fatal Opal, regia di George Melford – cortometraggio (1914)
- The Tragedy of Bear Mountain
- Fanciulla detective (The Girl Detective), regia di James W. Horne (1915)
- The Affair of the Deserted House
- The Apartment House Mystery
- The Disappearance of Harry Warrington
- The Red Signal
- Old Isaacson's Diamonds
- Mike Donegal's Escape
- The Tattooed Hand
- The Clairvoyant Swindlers
- The Closed Door, regia di James W. Horne – cortometraggio (1915)
- The Frame-Up, regia di James W. Horne – cortometraggio (1915)
- Mysteries of the Grand Hotel, regia di James W. Horne - serial (1915)
- The Disappearing Necklace, regia di James W. Horne – cortometraggio (1915)
- The Secret Code, regia di James W. Horne – cortometraggio (1915)
- The Substituted Jewel, regia di James W. Horne – cortometraggio (1915)
- Stingaree, regia di James W. Horne - serial (1915)
- An Enemy of Mankind, regia di James W. Horne – cortometraggio (1915)
- A Voice in the Wilderness, regia di James W. Horne – cortometraggio (1915)
- The Black Hole of Glenrenald, regia di James W. Horne – cortometraggio (1915)
- To the Vile Dust, regia di James W. Horne – cortometraggio (1915)
- A Bushranger at Bay, regia di James W. Horne – cortometraggio (1915)
- The Taking of Stingaree, regia di James W. Horne – cortometraggio (1915)
- The Honor of the Road, regia di James W. Horne – cortometraggio (1916)
- The Purification of Mulfers, regia di James W. Horne – cortometraggio (1916)
- The Duel in the Desert, regia di James W. Horne – cortometraggio (1916)
- The Villain Worshipper, regia di James W. Horne – cortometraggio (1916)
- The Moth and the Star, regia di James W. Horne – cortometraggio (1916)
- The Darkest Hour, regia di James W. Horne – cortometraggio (1916)
- Rimrock Jones, regia di Donald Crisp (1918)
- Lightning Bryce, regia di Paul Hurst - serial (1919)
- The Man Who Would Not Die, regia di Paul Hurst (1924)
- Son of a Gun, regia di Paul Hurst (1926)
- Le sette aquile (Lilac Time), regia di George Fitzmaurice e, non accreditato, Frank Lloyd (1928)
- L'isola del paradiso (Paradise Island), regia di Bert Glennon (1930)
- The Secret Six, regia di George W. Hill (1931)
- Maker of Men, regia di Edward Sedgwick (1931)
- Onore di fantino (Sweepstakes), regia di Albert Rogell (1931)
- Men Are Such Fools, regia di William Nigh (1932)
- Il giocatore (Grand Slam), regia di William Dieterle (1933)
- Day of Reckoning, regia di Charles Brabin (1933)
- La regina Cristina (Queen Christina), regia di Rouben Mamoulian (1933)
- Among the Missing, regia di Albert S. Rogell (1934)
- L'allegro inganno (The Gay Deception), regia di William Wyler (1935)
- Mississippi, regia di A. Edward Sutherland e, non accreditato, Wesley Ruggles (1935)
- North of Nome, regia di William Nigh (1936)
- L'incendio di Chicago (In Old Chicago), regia di Henry King (1937)
- Quei cari parenti (Danger: Love at Work), regia di Otto Preminger (1937)
- Il mercante di schiavi (Slave Ship), regia di Tay Garnett (1937)
- La grande strada bianca (Alexander's Ragtime Band), regia di Henry King (1938)
- Via col vento (Gone with the Wind), regia di Victor Fleming (1939)
- Il castello sull'Hudson (Castle on the Hudson), regia di Anatole Litvak (1940)
- L'uomo del West (The Westerner), regia di William Wyler (1940)
- Alba fatale (The Ox-Bow Incident), regia di William A. Wellman (1943)
- Donne e diamanti (The Dolly Sisters), regia di Irving Cummings (1945)
- Il cavaliere audace (Dakota), regia di Joseph Kane (1945)
- La barriera d'oro (Nob Hill), regia di Henry Hathaway (1945)
- L'ultima conquista (Angel and the Badman), regia di James Edward Grant (1947)
- The Vanishing Westerner, regia di Philip Ford (1950)
- Il massacro di Tombstone (Toughest Man in Arizona), regia di R.G. Springsteen (1952)
- Il sole splende alto (The Sun Shines Bright), regia di John Ford (1953)

### Regista (parziale)
- The Hazards of Helen - serial (non accreditato) (1914)
- The Escape on the Fast Freight – cortometraggio (1915)
- The Red Signal – cortometraggio (1915)
- A Lass of the Lumberlands, co-regia J.P. McGowan - serial (1916)
- The Woman in the Web, co-regia di David Smith - serial (1918)
- Lightning Bryce - serial (1919)
- The Broken Law (1924)
- The Man Who Would Not Die (1924)
- Son of a Gun (1926)
- Roaring Guns (1927)

### Sceneggiatore
- The Railroad Raiders, regia di Helen Holmes, Paul Hurst, J.P. McGowan (1917)
- KingFisher's Roost, regia di Louis Chaudet, Paul Hurst (1921)
- Rangeland, regia di Paul Hurst (1922)
- The Heart of a Texan, regia di Paul Hurst (1922)
- Table Top Ranch, regia di Paul Hurst (1922)
- Branded a Bandit, regia di Paul Hurst (1924)